# ミナ
ミナ（ラテン語: mina、古代ギリシア語: μνᾶ, ムナ）は、度量衡、通貨の単位である。旧約聖書時代から大量の貴金属を計るために用いられている。
重さとしての1ミナはパレスチナ、ウガリットの通俗シェケルを基準とすれば、575グラムに相当する。貨幣の場合は、1ミナは100デナリに相当した。これは、当時の労務者100日分の労賃である。

## 聖書の用法
- イエス・キリストは10人のしもべのたとえで、このミナを用いている。
- ソロモン王は盾一つに3ミナの金を用いた。
- バビロン捕囚から帰還した民は、神殿再建の工事のために、合計5000ミナを捧げた。
- エゼキエルは1ミナを60シェケルにせよと語っている。